# Safici (Parque Postel)
Safici (Parque Postel) ist eine vormals eigenständige Ortschaft in Uruguay, die seit dem 25. Oktober 2006 zur neugeschaffenen Stadt Ciudad del Plata gehört, deren Barrio sie nun ist.

## Geographie
Safici (Parque Postel) befindet sich auf dem Gebiet des Departamento San José in dessen Sektor 6. Der Ort liegt zwischen Monte Grande im Norden und der an der Río-de-la-Plata-Küste gelegenen Stadt Delta del Tigre y Villas im Süden. Nordwestlich ist Santa Mónica gelegen.

## Einwohner
Die Einwohnerzahl von Safici (Parque Postel) beträgt 1.087 (Stand: 2011), davon 521 männliche und 566 weibliche.
| Jahr | Einwohner |
| ---- | --------- |
| 1963 | -         |
| 1975 | -         |
| 1985 | 502       |
| 1996 | 656       |
| 2004 | 948       |
| 2011 | 1.087     |

Quelle: Instituto Nacional de Estadística de Uruguay